# Zdeněk Rous
Por. Zdeněk Rous (23. září 1911 Bystřička – 2. září 1939 Dęblin) byl československým leteckým pozorovatelem a jednou z prvních obětí československé armády v zahraničí během druhé světové války.

## Život

### Před druhou světovou válkou
Zdeněk Rous se narodil 23. září 1911 v Bystřičce na Valašsku v rodině kronikáře a národopisného pracovníka Jana Rouse. Vystudoval vyšší průmyslovou školu v Moravské Ostravě v roce 1933 nastoupil prezenční vojenskou službu, v rámci které absolvoval školu pro důstojníky v záloze v Prostějově. Poté jako technik u leteckého pluku ve Kbelích a v roce 1934 v hodnosti četaře aspiranta odešel do zálohy. Do armády se vrátil v roce 1936, kdy byl zařazen jako zástupce spojovacího důstojníka technické letky brněnského leteckého pluku. Absolvoval kurz leteckých pozorovatelů a kurz nočního létání podle přístrojů. Následně sloužil jako letecký pozorovatel v Praze. Z vojenské služby byl propuštěn k 28. únoru 1939. Dosáhl hodnosti poručíka.

### Druhá světová válka
Po německé okupaci opustil Zdeněk Rous v červenci 1939 Protektorát Čechy a Morava a ilegálně přešel hranici do Polska, kde se přihlásil ke vznikající československé zahraniční jednotce v Krakově. Díky své kvalifikaci byl 29. srpna přijat do polského letectva a společně s dalšími se přesunul na leteckou základnu Dęblin. Ta se hned druhý den po napadení Polska nacistickým Německem stala terčem těžkého náletu, během kterého společně s dalšími dvěma československými vojáky zahynul i Zdeněk Rous. Stali se tak prvními příslušníky československé armády v zahraničí padlými v druhé světové válce. Pohřben byl v Dęblinu na místním vojenském hřbitově.